# Aurel Stein
Aurel Stein (hongarès: Stein Márk Aurél)  (Pest, 26 de novembre de 1862 - Kabul, 26 d'octubre de 1943) nascut Marc Aurel Stein, va ser un arqueòleg, geògraf, etnògraf, lingüista i sinòleg britànic d'origen austrohongarès. El seu treball es va centrar en l'Àsia central, on va prendre part en diverses expedicions arqueològiques. La col·lecció de manuscrits que portà de les coves de Mogao (Dunhuang), avui conservats a la Biblioteca Britànica, constitueixen una font de valor incalculable per a l'estudi de la història de l'Àsia central i l'art i la literatura budistes.

## Biografia
Stein neix en una família jueva burgesa resident a Budapest, Hongria. Els seus pares, Náthán Stein i Anna Hirschler, batejaren els dos fills, Ernst Eduard i Aurel, com a luterans. Stein parlava alemany i hongarès; format en escoles luteranes i cristianes de Budapest, també hi estudià grec, llatí, francès i anglès. A disset anys es va traslladar a Viena per estudiar sànscrit i persa, després a Leipzig i a Tübingen, on es va doctorar el 1883.
El 1884 se'n va a Anglaterra per continuar els seus estudis de llengües asiàtiques i arqueologia. El 1887 Stein emigrà a l'Índia, on es va incorporar a la Universitat del Panjab. Més tard, entre 1888 i 1899, fou el director de l'Oriental College de Lahore.

## Expedicions
L'interès d'Stein per l'Àsia central el portà a cercar mostres materials i registres escrits per al seu posterior estudi. Amb el temps, aquesta cerca el portà a organitzar fins a quatre expedicions a diferents jaciments de l'Àsia central. Actualment, museus com el Victoria and Albert, el Museu Britànic o la Biblioteca Britànica conserven la col·lecció Aurel Stein als seus fons, composta per milers de peces, moltes d'elles en procés de digitalització gràcies al International Dunhuang Project.

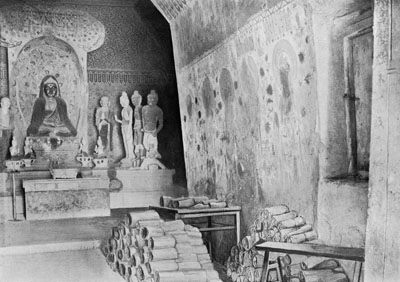
Vista de la cova núm. 16 de Mogao amb alguns dels manuscrits que Stein s'emportaria més tard cap al Museu Britànic (1907).

### Primera expedició
La primera expedició, que tingué lloc entre 1900 i 1901, portà Aurel Stein a excavar en diverses localitzacions al desert de Taklamakan (a l'actual província xinesa de Xinjiang) entre les quals destaquen Dandan Oilik, Endere, i Kroraina (Loulan). Patrocinada pel govern d'Índia, en aquesta campanya es desenterraren més d'una desena d'edificis, relleus, pintura mural, i també escultures i monedes. Resulta destacable el relat que ell mateix en fa d'aquesta experiència a Sand buried ruins of Khotan, diari publicat el 1903.

### Segona expedició
Entre 1906 i 1908 Stein realitzà la segona expedició, amb fons del govern d'Índia i el Museu Britànic. Les troballes resultants d'aquesta campanya es repartiren entre ambdós. En aquesta ocasió tingué l'oportunitat de visitar el conjunt de coves de Mogao, a Dunhuang, també en territori actualment xinès (província de Gansu).